# Liste der Monuments historiques in Courdimanche
Die Liste der Monuments historiques in Courdimanche führt die Monuments historiques in der französischen Gemeinde Courdimanche auf.

## Liste der Bauwerke
| Bezeichnung      | Beschreibung                                      | Standort | Kennzeichnung | Schutzstatus | Datum | Bild           |
| ---------------- | ------------------------------------------------- | -------- | ------------- | ------------ | ----- | -------------- |
| Kirche St-Martin | Erbaut in der zweiten Hälfte des 12. Jahrhunderts | (Lage)   | PA00080038    | Inscrit      | 1987  | weitere Bilder |

## Liste der Objekte

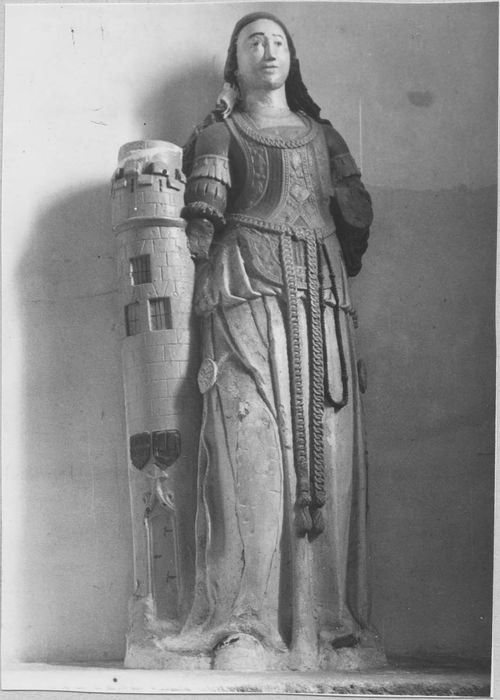
Skulptur der heiligen Barbara (Ende des 16. Jahrhunderts) in der Kirche St-Martin

- Monuments historiques (Objekte) in Courdimanche in der Base Palissy des französischen Kultusministeriums